# Schmidtottia shaferi
Schmidtottia shaferi är en måreväxtart som först beskrevs av Paul Carpenter Standley, och fick sitt nu gällande namn av Ignatz Urban. Schmidtottia shaferi ingår i släktet Schmidtottia och familjen måreväxter.

## Underarter
Arten delas in i följande underarter:
- S. s. micarensis
- S. s. neglecta
- S. s. shaferi